# Leopold Böhm (Sänger)
Leopold Vincenz Caspar Nicolaus Böhm (* 5. April 1865 in Graz; † 9. Dezember 1933 ebenda) war ein österreichischer Jurist und Sänger. Er war der Vater des Dirigenten Karl Böhm.

## Leben und Wirken
Während seines Studiums wurde er Mitglied der Akademischen Sängerschaft Gothia zu Graz. Nach seiner Promotion zum Dr. iur. arbeitete Böhm ab 1889 als Rechtsanwalt und als Syndikus bei der Steiermärkischen Sparkasse. Immer wieder war er auch als Konzertsänger tätig und galt als bedeutender Förderer des Grazer Musiklebens.
Böhm war langjähriger Obmann des Steirischen Gebirgsvereins und galt als Naturfreund.
1907 schenkte Böhm dem Steirischen Gebirgsverein den Plabutsch-Gipfel samt dem Fürstenstande.